# Polycyrtus alterator
Polycyrtus alterator är en stekelart som först beskrevs av Trentepohl 1829.  Polycyrtus alterator ingår i släktet Polycyrtus och familjen brokparasitsteklar. Inga underarter finns listade i Catalogue of Life.